# Neue Spezial
Die Zeitung Neue Spezial war von 1993 bis 1995 die deutsche Ausgabe der niederländischen Zeitung De Nieuwe, die nach dem Vorbild der amerikanischen Weekly World News den Boulevardjournalismus persiflierte und ausschließlich unglaubliche und frei erfundene Meldungen enthielt. Herausgegeben wurde die wöchentlich erschienene Zeitung vom Amsterdamer Verlag De Nieuwe Amsterdammer. Chefredakteur und Herausgeber war Joachim Steinkamp. Trotz anfänglicher Erfolge verschwand die Neue Spezial vom deutschen Markt, weil es laut Auskunft ihres Machers unmöglich war, „potentielle Werbekunden langfristig an ein derartig sensationelles Umfeld zu binden“.
Die behandelten Themen umfassten beispielsweise:
- Zusätzliche Gliedmaßen (Frau hat drittes Auge – im Hinterkopf!)
- Gesicht von Fotomodell in der Sonne geschmolzen
- Pfarrer enthüllt: Im Himmel ist kein Platz mehr
- Findiger Landwirt erfindet Güllemotor
- Endlich mehrere Ehefrauen: Lastwagenfahrer lässt sich in Türke umarbeiten
- Verlorene Gliedmaßen (Angler findet seinen beim Bootsunfall abgetrennten Daumen im Magen eines Karpfens wieder!)
- Verschluckte Gegenstände
- Frau aß zu viel Lakritz (Unser Kind ist schwarz)
- Ungewöhnliche Verwandtschaftsbeziehungen (Meine Eltern sind Geschwister)
- Tierische Rekorde (Katze läuft 6.000 Kilometer zurück nach Hause!)
- Unwahrscheinlich grausame Schicksale (Blinder kann wieder sehen – und setzt Ehefrau vor die Tür!)
- Empörende Ungerechtigkeiten (Frau küsst Frosch – AIDS!)
- Versicherungen, die entführte Kinder durch neue ersetzen
- Tierpsychologen, die homosexuelle Pitbulls zu Heteros machen
- Erschreckende wissenschaftliche Erkenntnisse (38 Prozent der deutschen Männer täuschen den Orgasmus beim Masturbieren nur vor!)
- Elvis lebt